# Magiczne drzewo. Czerwone krzesło
Magiczne drzewo: Czerwone krzesło – książka wydana przez wydawnictwo Znak, napisana na podstawie filmu pod tym samym tytułem. Autorem jest Andrzej Maleszka.
Czerwone krzesło jest pierwszym tomem serii Magiczne drzewo. Wszystkie książki opowiadają o problemach, jakie powodują przedmioty wyciosane z drewna magicznego dębu.

## Fabuła
Książka opowiada o rodzeństwie: Tosi (11 lat), Kukim (10 lat) i Filipie (12 lat), które znajduje w rzece magiczne, czerwone krzesło, które spełnia życzenia, gdy się na nim usiądzie. Gdy ich rodzice tracą pracę w orkiestrze, a ich skąpa i arogancka ciotka siada na krześle i niechcący wypowiada życzenie, nawet nie wiedząc – chce, aby rodzice pracowali na statku Queen Victoria. Życzenie spełnia się i rodzice wypływają w rejs, podczas którego mają zabawiać gości, grając na skrzypcach. Dzieci zamieszkują przez ten czas u ciotki i odkrywają magiczne moce krzesła. Wyruszają po rodziców. Ciotka chce im w tym przeszkodzić, więc zamieniają ją w 7-letnią dziewczynkę Wiki. Dodatkowo, muszą się zmierzyć z nieuczciwym pracownikiem cyrku, Maxem Rozmusem, który chce za wszelką cenę zdobyć czerwone krzesło. Przeżywają wiele przygód, aż w końcu znajdują rodziców, którzy pod wpływem czaru stali się chciwi i skąpi, odczarowują ich i wracają do domu. 
Po powrocie do domu mała ciotka Wiki ma urodziny. Mama niechcący siada na krześle i życzy jej, by spełniły się jej marzenia. Tak też się stało. Wiki (tak jak inne dzieci) chciała ruszyć w podróż, ale tym razem polecieć. Dom oderwał się zatem od ziemi i zabrał mieszkańców w podróż. Dzieci próbowały znaleźć krzesło, by odwrócić zaklęcie, ale okazało się, że wypadło przez otwarte okno.

## Bohaterowie
Główni bohaterowie:
- Kuki, dziesięcioletni chłopak
- Tosia, jedenastoletnia dziewczyna
- Filip dwunastoletni chłopak

Bohaterowie drugoplanowi:
- Mama
- Tata
- Ciocia Maryla (później Wiktoria)
- Max Rozmus

## Film
W 2009 roku powstał film o tym samym tytule co książka. Usunięto jednak wiele elementów, które pojawiały się w książce.

## Tłumaczenia
W 2019 roku Locus Publishing House wydał w Izraelu przekład książki autorstwa Anat Zajdman. Tłumaczenie otrzymało wsparcie Instytutu Książki w ramach Programu Translatorskiego ©POLAND. W 2022 roku powstała również książka w języku ukraińskim. 